# يخنة بوسنية
يخنة بوسنية هي يخنة تشتهر في البوسنة والهرسك وتمتاز بطعمها الغني ولزوجتها وتضاف فيها اللحم والخضروات وتطبخ في الفرن لحوالي 4 ساعات، وهناك عدة أنواع من الأطعمة لهذه اليخنة من لحم البقر و لحم الخروف و الثوم و الجزر و الطماطم و البطاطا و البقدونس و الفلفل الأسود و الملفوف.